# GMD GMDH-1

A GMD GMDH-1 foi uma locomotiva para manobras diesel-hidráulica experimental construída pela General Motors do Canadá (GMDL). Quatro locomotivas foram construídas. Tinham duas frentes com cabine central. As primeiras duas foram montadas com um par de motores Detroit Diesel 110 de 6 cilindros produzindo 600 hp, já o segundo par com modelo 71 que lhe conferia 800 hp.

## Histórico
A primeira foi construída em dezembro de 1956, com número de série A1597, numerada GMDD 1001. Ela se tornou a manobreira da planta da EMD de London, Ontário em abril de 1958, e foi retirada em novembro de 1975. A locomotiva foi dada à Associação Histórica das Ferrovias Canadenses em julho de 1977, e passou para a coleção do Museu Canadense de Ciência e Tecnologia em Novembro de 1986.
A segunda locomotiva, número serial A1713, foi completada em setembro de 1958 e numerada GMDD 600 como uma locomotiva de demonstração. Ela foi enviada para o Brasil, tendo a GM optado por trazê-la por sua própria conta e manutenção, cabendo a cada ferrovia que a quisesse testá-la apenas o combustível e os lubrificantes. Passado pela Estrada de Ferro Leopoldina, Estrada de Ferro Sorocabana que ficou com ela por sete meses, trabalhando nas linhas de Mairinque a Santos, nos ramais de Campinas e Junquiá, na linha tronco de Assis até Presidente Epitácio, nas margens do rio Paraná e ainda em manobras nos pátios de Barra Funda, Mairinque, Samaritá e Assis. A Estrada de Ferro Sorocabana a repassou à Rede de Viação Paraná-Santa Catarina em 2 de setembro de 1960, sendo finalmente compradas pela RFFSA como 600 e depois transferida para a 13ª divisão (Rio Grande do Sul) #6031. A unidade foi retirada nos anos 80 e baixada do inventário e anos depois desmantelada.

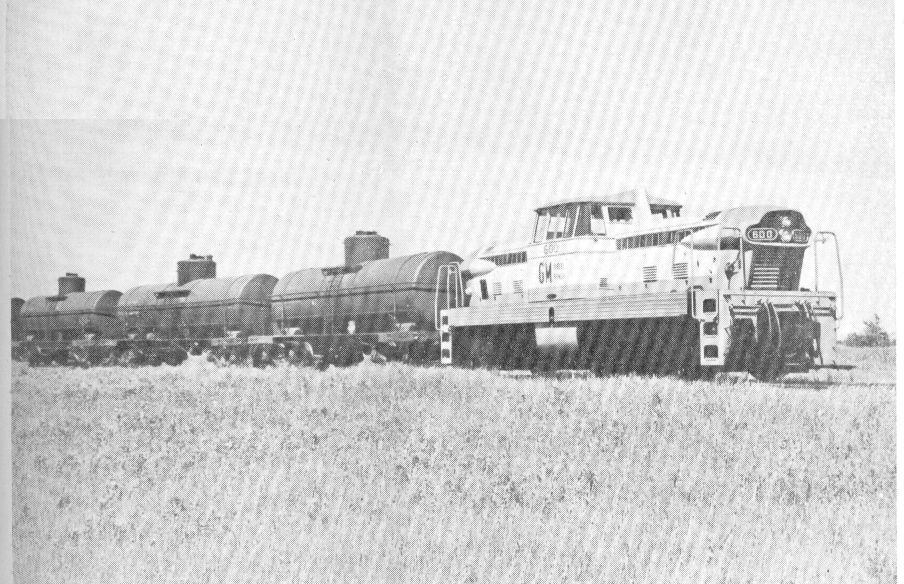
Locomotiva GM - EMD GMD-1 da quando em testes na EFS.

A terceira e quarta, A1811 e A1812, foram construídas em setembro e outubro de 1959 respectivamente e inicialmente numeradas como GMDD 800 e 801. Ambas foram vendidas como manobreiras para indústrias. A1811 passou por uma sucessão de donos. Foi primeiro vendida para a Eletric Reduction Company (ERCO) em maio de 1961 como número 89. ERCO a vendeu para S.G. Paikin, uma locadora de equipamentos em outubro de 1972, que novamente a vendeu para a Limestone products em outubro de 1973 como 3-6902. Ela foi vendida novamente para a Paikin em setembro de 1979, que a revendeu em fevereiro de 1980 para a Raritan River Steel of Perth Amboy, Nova Jersey como locomotiva número 3. Mas essa não foi sua última proprietária, retornando para o Canadá e reconstruída por Peacock Bros. de Edmonton antes de passar em janeiro de 1981 para Hudson Bay Oil & Gás em Kaybob, Alberta como a 3 Hudson Oil & Gás tornou-se Dome Petroleum e depois Amoco Canada Petroleum, em que a locomotiva continua operacional.
A1812, porém foi comprada pela empreiteira Guy F. Atkinson como a #28151. Ela foi rebitolada para bitola de 5 pés e 6 polegadas (1676 mm) e enviada para o Paquistão para a construção do Magala Dam, onde trabalha até hoje.